# Jubrique
Jubrique er en by og kommune i det sydlige Spanien i provinsen Málaga. Den har et indbyggertal på 578 (2024) indbyggere.